# Gavin Ward
Gavin Ward, född i Royal Leamington Spa, England, är en gitarrist (och har också spelat bas) i bandet Bolt Thrower. Han startade bandet tillsammans med Barry Thomson 1986. Han har också gjort en del sång. Innan Ward startade Bolt Thrower hjälpte han punkbandet The Varukers på en av deras turnéer.